# Bryan Anastatia
Bryan Xavier Anastatia (nacido el 14 de julio de 1992) es un futbolista internacional de Curazao que se desempeña en el terreno de juego como defensa lateral y mediocampista ofensivo; su actual equipo es el CRKSV Jong Holland de la primera división de fútbol de Curacao.

## Trayectoria
- CRKSV Jong Holland 2010-presente